# Dorfkirche Gölsdorf

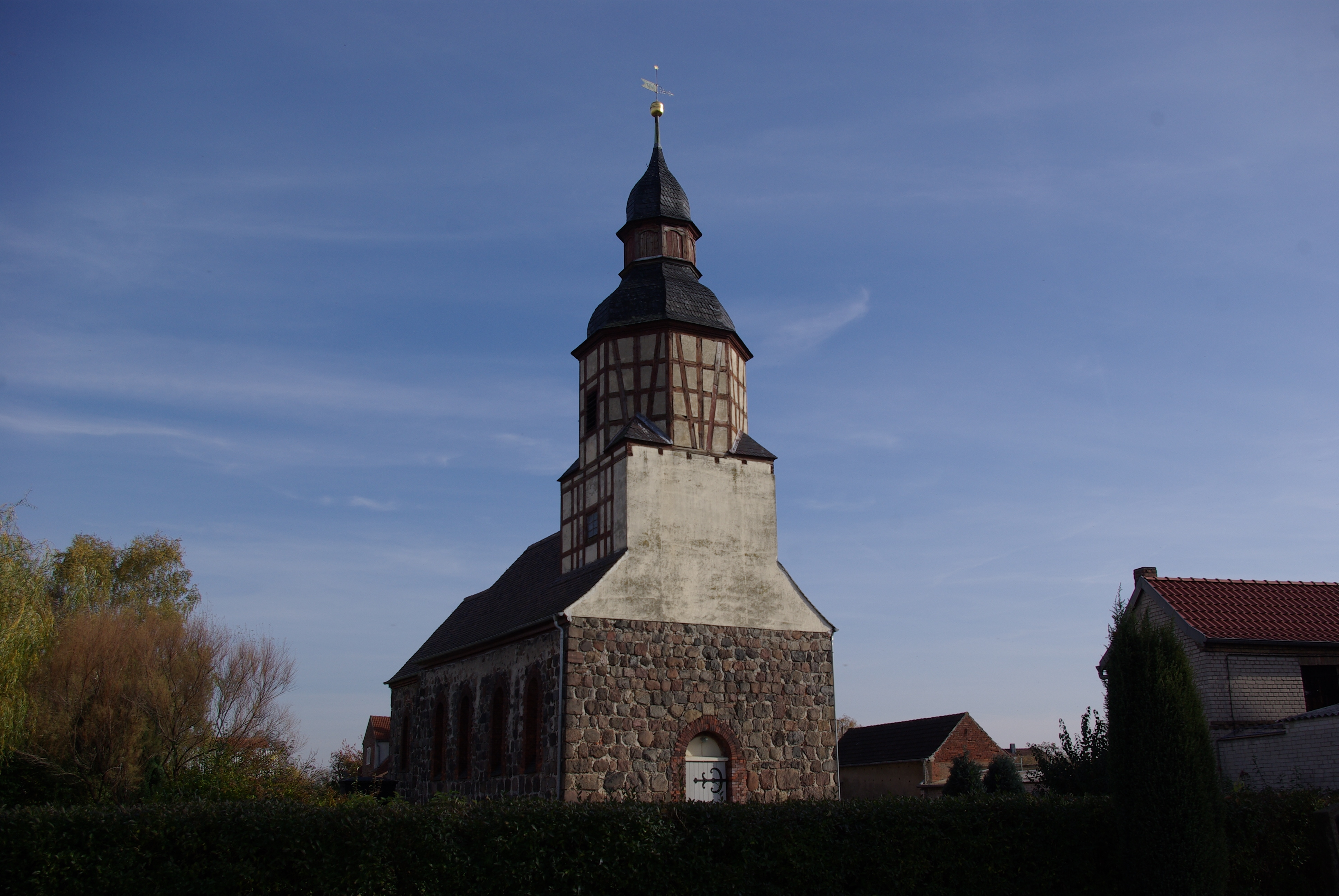
Die Kirche in Gölsdorf

Die evangelische Dorfkirche Gölsdorf befindet sich im Ortsteil Gölsdorf in der Gemeinde Niedergörsdorf im Landkreis Teltow-Fläming in Brandenburg. Das unter Denkmalschutz stehende Bauwerk befindet sich im nördlichen Teil des Dorfes auf dem Kirchhof. Die Kirche in Gölsdorf war erst Mutterkirche, ab 1216 Tochterkirche von Oehna, seit 1972 gehört die Kirche zum Pfarrsprengel Niedergörsdorf.

## Die Kirche
Die heutige evangelische Kirche ist laut Dehio-Handbuch in der zweiten Hälfte des 13. Jahrhunderts erbaut worden. Ein Kirchenführer des Kirchenkreises Zossen-Fläming vermutet hingegen, dass das Bauwerk bereits in der ersten Hälfte des 13. Jahrhunderts entstanden sei. Es hat einen Vorgängerbau gegeben, über den aber nichts bekannt ist. Die Kirche ist ein frühgotischer Saalbau mit einem eingezogenen Rechteckchor, allerdings zeigen das Mauerwerk und abschließende Friese noch Formen der Spätromanik. 1579 soll die Kirche abgerissen worden sein, allerdings kann sich das nur auf deren hölzerne Teile beziehen. Im Jahre 1598 bat die Kirche um Gelder zum Bau eines Glockenturms. 1728 wurde dann ein Glockenturm aus Fachwerk errichtet. Es ist ein Turm mit quadratischem Unterteil, achteckigem Glockengeschoss und einer geschweiften Haube mit Laterne. Instandsetzungen erfolgten in den Jahren 1775, 1848, 1888/1889 und 1934. Von 1888 bis 1889 wurde auch die Kirche grundlegend renoviert, die Kirche und der Chor erhielten wieder getrennte Satteldächer, der Chor eine gestaffelte Dreifenstergruppe, und der Westgiebel ging in die Wand des Turmes über. Zusätzlich wurden die Fenster vergrößert und erhielten Ziegellaibungen. Im Westen, im Osten und an der Südseite des Chores wurden neue Portale angelegt.
Im Inneren befindet sich eine bemalte Balkendecke. Außer der Kanzel, der Orgel, dem Westteil der Empore und dem Gemeindegestühl ist die Ausstattung neu. Weiter erhalten geblieben sind Türblätter und Beschläge. Die Kanzel wurde 1888/1889 von dem Tischlermeister Unger aus Zahna aus Holz erstellt. Es ist polygonaler Korb mit einer Stütze. Möglicherweise wurden alte Teile bei der Stütze verwendet, da diese nicht im Stil der Neuromanik gestaltet ist. Die nicht mehr spielbare Orgel wurde 1888 von G. A. Friedrich aus Wittenberg erstellt. Die Glocke ist wahrscheinlich noch aus der Bauzeit der Kirche, sie stammt aus dem 13. Jahrhundert und ist somit eine der ältesten Glocken der Region. Auf dem Inschriftenband steht in Majuskeln: „+ O REX. GLORIE. VENI. CUM. PACEM…“ (O König der Herrlichkeit, komme mit Frieden!).